# پاور وی‌آر
پاور وی‌آر (به انگلیسی: PowerVR) از سری گرافیک‌های طراحی شده توسط شرکت انگلیسی ایمجینیشن تکنولوجیز برای محصولات قابل‌حمل از جمله تلفن هوشمند و تبلت‌هاست. سری گرافیک‌های پاور وی‌آر در محصولات شرکت اپل از جمله گوشی‌های آیفون و تبلت‌های آی‌پد و همچنین برخی محصولات دارای سیستم‌عامل‌های اندروید و ویندوز ۸ به‌کار گرفته شده است.

## مدل‌ها

### پاور وی‌آر سری ۵ (اس‌جی‌ایکس)
| مدل    | تاریخ معرفی | سایز (mm۲)[۱] | هسته پیکربندی[۲] | قدرت (در فرکانس ۲۰۰ مگاهرتز) | قدرت (در فرکانس ۲۰۰ مگاهرتز) | پهنا (بیت) | نسخه ای‌پی‌آی | نسخه ای‌پی‌آی | نسخه ای‌پی‌آی | قدرت بر اساس گیگافلاپس (در فرکانس ۲۰۰ مگاهرتز) | فرکانس |
| مدل    | تاریخ معرفی | سایز (mm۲)[۱] | هسته پیکربندی[۲] | MTriangles/s[۱]              | MPixel/s[۱]                  | دایرکت‌ایکس | OpenGL      | OpenGL ES   |             | قدرت بر اساس گیگافلاپس (در فرکانس ۲۰۰ مگاهرتز) | فرکانس |
| ------ | ----------- | ------------- | ---------------- | ---------------------------- | ---------------------------- | ---------- | ----------- | ----------- | ----------- | ---------------------------------------------- | ------ |
| SGX520 | ژوئیه ۲۰۰۵  | ۶۵ نانومتری   | ۱/۱              | ۷                            | ۱۰۰                          | ۳۲–۱۲۸     | —           | —           | ۲٫۰         | ۰٫۸                                            | ۲۰۰    |
| SGX530 | ژوئیه ۲۰۰۵  | ۶۵ نانومتری   | ۲/۱              | ۱۴                           | ۲۰۰                          | ۳۲–۱۲۸     | —           | —           | ۲٫۰         | ۱٫۶                                            | ۲۰۰    |
| SGX531 | اکتبر ۲۰۰۶  | ۶۵ نانومتری   | ۲/۱              | ۱۴                           | ۲۰۰                          | ۳۲–۱۲۸     | —           | —           | ۲٫۰         | ۱٫۶                                            | ۲۰۰    |
| SGX535 | نوامبر ۲۰۰۷ | ۶۵ نانومتری   | ۲/۲              | ۱۴                           | ۴۰۰                          | ۳۲–۱۲۸     | ۹٫۰c        | ۲٫۱         | ۲٫۰         | ۱٫۶                                            | ۲۰۰    |
| SGX540 | نوامبر ۲۰۰۷ | ۶۵ نانومتری   | ۴/۲              | ۲۰                           | ۴۰۰                          | ۳۲–۱۲۸     | —           | —           | ۲٫۰         | ۳٫۲                                            | ۲۰۰    |
| SGX545 | ژانویه ۲۰۱۰ | ۶۵ نانومتری   | ۴/۲              | ۴۰                           | ۴۰۰                          | ۳۲–۱۲۸     | ۱۰٫۱        | ۳٫۲         | ۲٫۰         | ۳٫۲                                            | ۲۰۰    |

### پاور وی‌آر سری ۵ ایکس‌تی
| مدل    | تاریخ معرفی | تعداد هسته‌ها | سایز (mm۲)[۱] | هسته پیکربندی[۳] | قدرت (در فرکانس ۲۰۰ مگاهرتز) | قدرت (در فرکانس ۲۰۰ مگاهرتز) | پهنا (بیت) | نسخه ای‌پی‌آی | نسخه ای‌پی‌آی | نسخه ای‌پی‌آی | نسخه ای‌پی‌آی | قدرت بر اساس گیگافلاپس (در فرکانس ۲۰۰ مگاهرتز در هر هسته) |
| مدل    | تاریخ معرفی | تعداد هسته‌ها | سایز (mm۲)[۱] | هسته پیکربندی[۳] | MTriangles/s[۱]              | (GP/s)                       | دایرکت‌ایکس | OpenGL      | OpenGL ES   | OpenCL      |             | قدرت بر اساس گیگافلاپس (در فرکانس ۲۰۰ مگاهرتز در هر هسته) |
| ------ | ----------- | ------------ | ------------- | ---------------- | ---------------------------- | ---------------------------- | ---------- | ----------- | ----------- | ----------- | ----------- | --------------------------------------------------------- |
| SGX543 | ژانویه ۲۰۰۹ | ۱–۱۶         | ۳۲ نانومتری   | ۴/۲              | ۳۵                           | ۳٫۲                          | ۱۲۸–۲۵۶    | 9.0 L3      | ۲٫۱         | ۲٫۰?        | ۱٫۱         | ۷٫۲                                                       |
| SGX544 | ژوئن ۲۰۱۰   | ۱–۱۶         | ۳۲ نانومتری   | ۴/۲              | ۳۵                           | ۳٫۲                          | ۱۲۸–۲۵۶    | 9.0 L3      | ۲٫۱         | ۲٫۰         | ۱٫۱         | ۷٫۲                                                       |
| SGX554 | دسامبر ۲۰۱۰ | ۱–۱۶         | ۳۲ نانومتری   | ۸/۲              | ۳۵                           | ۳٫۲                          | ۱۲۸–۲۵۶    | 9.0 L3      | ۲٫۱         | ۲٫۰?        | ۱٫۱         | ۱۴٫۴                                                      |

### پاور وی‌آر سری ۶
| مدل   | تاریخ معرفی | کلاستر (خوشه) | سایز (mm۲)  | هسته پیکربندی[۴] | خط SIMD | قدرت (در فرکانس ۳۰۰ مگاهرتز) | قدرت (در فرکانس ۳۰۰ مگاهرتز) | قدرت (در فرکانس ۳۰۰ مگاهرتز) | پهنا (بیت) | نسخه ای‌پی‌آی | نسخه ای‌پی‌آی | نسخه ای‌پی‌آی | قدرت بر اساس گیگافلاپس (در فرکانس ۳۰۰ مگاهرتز در هر هسته) |
| مدل   | تاریخ معرفی | کلاستر (خوشه) | سایز (mm۲)  | هسته پیکربندی[۴] | خط SIMD | MPolygons/s                  | GP/s)                        | Texture (GT/s)               | پهنا (بیت) | دایرکت‌ایکس  | OpenGL      | OpenGL ES   | قدرت بر اساس گیگافلاپس (در فرکانس ۳۰۰ مگاهرتز در هر هسته) |
| ----- | ----------- | ------------- | ----------- | ---------------- | ------- | ---------------------------- | ---------------------------- | ---------------------------- | ---------- | ----------- | ----------- | ----------- | --------------------------------------------------------- |
| G6200 | ژانویه ۲۰۱۲ | ۲             | ۲۸ نانومتری | ۲/۲              | ۳۲      | ۷۶                           | ۹٫۶                          | ۱٫۲                          | ?          | ۱۰٫۰        | ۳٫۲         | ۳٫۰         | ۳۸٫۴                                                      |
| G6230 | ژانویه ۲۰۱۲ | ۲             | ۲۸ نانومتری | ۲/۲              | ۳۲      | ۷۶                           | ۹٫۶                          | ۱٫۲                          | ?          | ۱۰٫۰        | ۳٫۲         | ۳٫۰         | ۳۸٫۴                                                      |
| G6400 | ژانویه ۲۰۱۲ | ۴             | ۲۸ نانومتری | ۴/۲              | ۶۴      | ۷۶                           | ۹٫۶                          | ۲٫۴                          | ?          | ۱۰٫۰        | ۳٫۲         | ۳٫۰         | ۷۶٫۸                                                      |
| G6430 | ژانویه ۲۰۱۲ | ۴             | ۲۸ نانومتری | ۴/۲              | ۶۴      | ۷۶                           | ۹٫۶                          | ۲٫۴                          | ?          | ۱۰٫۰        | ۳٫۲         | ۳٫۰         | ۷۶٫۸                                                      |
| G6630 | نوامبر ۲۰۱۲ | ۶             | ۲۸ نانومتری | ۶/۲              | ۹۶      | ۷۶                           | ۹٫۶                          | ۳٫۶                          | ?          | ۱۰٫۰        | ۳٫۲         | ۳٫۰         | ۱۱۵٫۲                                                     |